# Hitoši Sogahata
Hitoši Sogahata (* 2. srpna 1979) je japonský fotbalista.

## Reprezentační kariéra
Hitoši Sogahata odehrál 4 reprezentační utkání. S japonskou reprezentací se zúčastnil Mistrovství světa 2002.

## Statistiky
| Japonsko | Japonsko | Japonsko |
| Roky     | Záp.     | Góly     |
| -------- | -------- | -------- |
| 2001     | 1        | 0        |
| 2002     | 1        | 0        |
| 2003     | 2        | 0        |
| Celkem   | 4        | 0        |